# Freeje
Freeje — приложение для мобильных устройств, позволяющее осуществлять международные звонки по технологии VoIP посредством Wi-Fi или 3G, либо вовсе без использования интернет-соединения телефона.
Freeje также дает возможность принимать вызовы на любой из подключенных дополнительных номеров с выбором из более чем 6000 городов.
Использование Freeje не дает возможности совершать экстренные звонки, звонки на бесплатные и короткие номера.

## Доступные платформы и версии приложения
- Apple iOS. Версия 3.8.2
- Android 2.1.1.116

## Особенности Freeje
- Автоматический либо ручной выбор оптимального типа звонка, в зависимости от наличия и качества подключения к интернету (Wi-Fi, 3G ,GPRS, GSM):
  - SIP через Wi-Fi либо 3G-соединение с использованием кодека SILK;
  - Callback (телефония) — обратный звонок;
  - Обычным GSM;
- Возможность подключить Виртуальный номер телефона в любой из 90 стран для приема и совершения звонков в Android-версии приложения.
- Поддержка защищенного соединения через TLS и SRTP для передачи голоса при использовании SIP
- Выбор отображаемого номера телефона Caller ID
- Virtual SIM — это решение, позволяющее Вам пользоваться Вашей SIM-картой без привязки к телефону.
- Возможность бесплатно получить международный негеографический номер iNum[1]
- Связь без интернет-подключения (Callthrough) через местный номер дозвона в автоматическом режиме
- Собственная «карманная» мини-АТС для обработки звонков:
  - управление виртуальными номерами;
  - условная Переадресация вызова на несколько номеров;
  - Голосовая почта.

В отличие от других аналогичных приложений, здесь отсутствуют любые IM, чаты, а есть только интерфейс для звонков. Для совершения звонков нужна учётная запись freeje (для пользователей iPhone и Android регистрация происходит автоматически).